# خط مرز شمالی

مرز دریایی مورد مناقشه بین کره شمالی و کره جنوبی در دریای زرد: A: خط حد شمالی ایجاد شده توسط فرماندهی سازمان ملل، ۱۹۵۳ B: مرز مورد ادعا کره شمالی ۱۹۹۹

خط مرز شمالی (به انگلیسی: Northern Limit Line) یک خط مرزی دریایی مورد مناقشه است که در دریای زرد بین کره شمالی کره جنوبی قرار دارد. این خط مرزی به عنوان مرز آبی دفاکتو بین کره شمالی و جنوبی عمل می‌کند.